# Under Byen
Under Byen er et band fra Danmark, der i deres musik kombinerer bevægelser fra den poppede rytmiske musik med den mere avantgardistiske kompositionsmusik.

## Stil
Med dansksprogede tekster og en instrumentering, der bl.a. består af 2 trommerslagere, violin, cello og elektrisk forvrænget sav, sammenblander Under Byen klassiske lyde med insisterende støjflader og efterlader et udtryk, der er umiskedeligt bandets eget musikalske univers.
Gruppen har udgivet 4 studiealbums, som på forskellig vis udfordrer og forfører lytteren.
Debutalbummet fra 1999, KYST blev anmelderrost, især på grund af bandets evne til at skabe en særegen stil. Det følgende album, Det er mig der holder træerne sammen fra 2002 var bandets egentlige gennembrud udenfor Århus, eller i al fald Danmark. 2010 albummet “ALT ER TABT” er Under Byens til dato mest nøgterne titel. Lyden er mere rå, primal og lige på. Instrumenterne står tendentielt frem i deres rene uformidlede materialitet, hvor musik bliver at forveksle med konkret lyd.

## Inspiration
Under Byen trækker inspiration fra meget forskellige kilder. Forsangeren Henriette Sennenvaldt er citeret for at hendes inspiration blandt andet var fra trafikken. Bandet har ikke samlet udtalt sig om musikalsk inspiration, men enkeltmedlemmer har afsløret, at de selv sætter pris på navne som Stina Nordenstam, Björk, Tori Amos, Sigur Rós, Tom Waits og Mogwai. Den virkelig opmærksomme lytter vil måske være i stand til at høre inspirationen fra disse bands i Under Byens numre.

## Bandmedlemmer
- Henriette Sennenvaldt, sang og tekster
- Nils Gröndahl, violin, sav med mere
- Morten Larsen, trommer
- Sara Saxild, bas
- Stine Sørensen, trommer, percussion og sang
- Morten Svenstrup, cello
- Anders Stochholm, guitar og harmonika

### Tidligere medlemmer
- Thorbjørn Krogshede, klaver, orgel, basklarinet og komposition
- Katrine Stochholm, 1995-2004, melodika, sang, klaver, komposition
- Myrtha Wolf, 1997-2004, cello
- Anders Præstegård, 1996-1998, bas
- Anna Budtz-Jørgensen, 1996-1997, cello
- Poul Rønnenfeldt, 1996-1997, violin

## Diskografi
Officielle Under Byen-udgivelser
- Puma (ep) – 1997
- Veninde I Vinden (single) – 1998
- Gå Ind I Lyset (single) – 1999
- Kyst (album) – 1999
- Remix (minialbum) – 2001
- Ride (single) – 2002
- Det Er Mig Der Holder Træerne Sammen (album) – 2002
- 2 Ryk Og En Aflevering (soundtrack album) – 2003
- Live at Haldern Pop (ep) – 2004
- Remix 2 (album) – 2004
- Ohne Dich (Rammstein) (remix) - 2005[1]
- Af Samme Stof Som Stof (single) – 2006
- Samme Stof Som Stof (album) – 2006
- Siamesisk (ep) – 2008
- Alt er tabt (album) 2010